# Patty melt

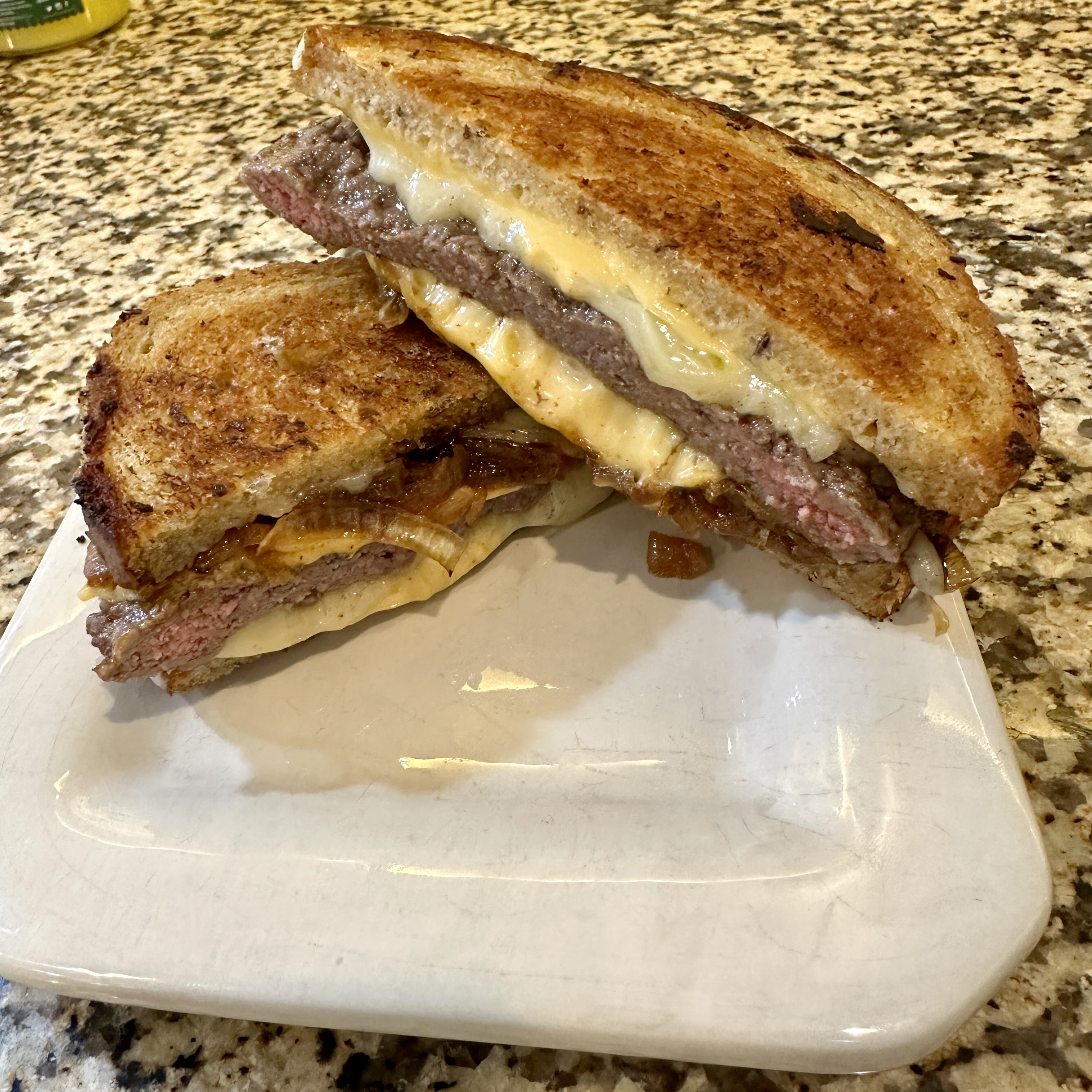
Un 'patty melt'

Patty melt es un sándwich  (hamburguesa sin el pan) elaborada por regla general con pan de centeno (aunque puede encontrarse con tostada texana o cualquier pan elaborado con masa madre). La carne picada de vacuno está salteada con abundantes cebollas y se moldea aplanándose como la carne de una hamburguesa (patty). El sandwich se suele asar en una sartén con mantequilla hasta que el queso se funda (en inglés: melt) en su interior.

## Variantes
En la zona del Noroeste Pacífico de Estados Unidos es muy popular una variante que se realiza con salmón (aromatizado con eneldo) en lugar de carne de vacuno. Suele emplearse Havarti (en lugar del más común queso cheddar).  En Bielorrusia se suele elaborar un sádwich similar que emplea huevas de pescado y huevo. En Canadá se suele servir en una tosta y acompañada de gravy. 